# Gonostoma
Genre
Gonostoma est un genre de poissons de l'infra-classe des téléostéens.

## Liste d'espèces
- Gonostoma atlanticum Norman, 1930
- Gonostoma bathyphilum (Vaillant in Filhol, 1884)
- Gonostoma denudatum Rafinesque, 1810
- Gonostoma elongatum Günther, 1878